# Higglety Pigglety Pop! V životě musí být něco víc, nežli mít vše
Higglety Pigglety Pop! V životě musí být něco víc, nežli mít vše (v anglickém originále Higglety Pigglety Pop! or There Must Be More to Life) je kanadský animovaný film z roku 2010. Režisérem filmu je duo Chris Lavis a Maciek Szczerbowski. Hlavní role ve filmu ztvárnili Meryl Streep, Spike Jonze, Forest Whitaker, Jack Gross Whitaker a Alain Goulem.

## Obsazení
| Meryl Streep        | Jennie       |
| Spike Jonze         | Plant        |
| Forest Whitaker     | Lion         |
| Jack Gross Whitaker | Clive Badger |
| Alain Goulem        | Pig          |
| Al Tuck             | Cat          |
| Audrée Juteau       | Maid         |
| Jackie Burroughs    | Mother Goose |